# Thomas Massie
Thomas Harold Massie (nacido el 13 de enero de 1971) es un político republicano estadounidense que ha sido el Representante de los Estados Unidos para el 4.º distrito congresional de Kentucky desde 2012.
En 2012, Massie derrotó a Bill Adkins en las elecciones generales y especiales para representar al norte de Kentucky en la Cámara de Representantes. Antes de unirse al congreso, Massie fue juez ejecutivo del condado de Lewis, Kentucky, de 2011 a 2012. También dirigió una empresa emergente con sede en Massachusetts, donde estudió anteriormente en el MIT.
Massie ha sido descrito como un republicano libertario y está asociado con el grupo Liberty Caucus de los republicanos del Tea Party.

## Primeros años, educación y carrera de negocios
Thomas Massie nació en Huntington, Virginia Occidental. Creció en Vanceburg, Kentucky. Conoció a su esposa Rhonda en la escuela secundaria en Vanceburg. Su padre era distribuidor de cerveza.
Massie obtuvo un B. S. en ingeniería eléctrica y un M. S. en ingeniería mecánica del Instituto de Tecnología de Massachusetts. Thomas participó en el MIT Solar Car Club, que ocupó el segundo lugar detrás de un equipo suizo en Solar and Electric 500 en el Phoenix International Raceway en 1991. En ese momento, el equipo estableció varios récords mundiales, incluida una velocidad de vuelta de más de 100 km/h, y velocidades directas superiores a 70 mph (112 km/h).
En 1992, Massie ganó el concurso de diseño 2.70 Design Competition del MIT ("Introducción al diseño y fabricación", que ahora se llama 2.007). El profesor del MIT Woodie Flowers, quien fue el pionero del concurso 2.70, mencionó que Massie vio este concurso en televisión en séptimo grado y quería venir al MIT para ser ganador del mismo.
En 1993, en el MIT, Massie y su esposa fundaron una empresa llamada SensAble Devices Inc. Massie completó su licenciatura en el mismo año y escribió su tesis de licenciatura, Design of a three-degree of Freedom force-reflecting haptic interface. Massie fue el ganador en 1995 del premio para inventores Premio Lemelson MIT de $30,000, y el gran premio David y Lindsay Morgenthaler de $10,000 en la sexta competencia anual MIT $10K Entrepreneurial Business Plan Competition. La empresa se reincorporó como SensAble Technologies, Inc., en 1996 después de que su socio Bill Aulet se uniera a la empresa. Recaudaron 32 millones de dólares de capital de riesgo, tenían 24 patentes diferentes y otros 70 empleados.
También en 1996, Massie completó su maestría (SM) y su tesis de maestría se tituló Initial haptic explorations with the phantom : virtual touch through point interaction.
Massie vendió la empresa y él y su esposa regresaron a su ciudad natal en el condado de Lewis.

## Juez ejecutivo del condado de Lewis
En 2010, Massie se postuló como juez ejecutivo del condado de Lewis. Massie ganó las elecciones primarias, derrotando al titular por un amplio margen, y pasó a derrotar a su oponente demócrata por casi 40 puntos. Massie también hizo campaña por los entonces candidatos al Senado Rand Paul, hablando a varios grupos del Tea Party en su nombre.
Massie renunció como juez ejecutivo del condado de Lewis, a partir del 1 de julio de 2012.

## Cámara de Representantes de los Estados Unidos

### Elecciones de 2012

Resultados de las primarias por condado. El rojo indica un condado ganado por Massie, el verde por Webb-Edgington. Gris indica un condado que no está dentro del 4.º distrito del Congreso.

En diciembre de 2011, el congresista Geoff Davis anunció su decisión de retirarse de su asiento en el 4.º distrito congresional de Kentucky. Massie anunció su decisión de unirse a la carrera el 10 de enero de 2012. Massie fue respaldado por el senador Rand Paul de Kentucky, y el padre de Rand, el congresista de Texas Ron Paul. También recibió el respaldo de FreedomWorks, Club for Growth, Gun Owners of America, y Young Americans for Liberty.
El 22 de mayo de 2012, Thomas Massie fue elegido candidato republicano para el 4.º distrito del Congreso, superando a sus oponentes más cercanos, la representante estatal Alecia Webb-Edgington y el juez ejecutivo del condado de Boone, Gary Moore, por un margen de dos dígitos. En su discurso de victoria, Massie agradeció "al Tea Party, el movimiento por la libertad y los republicanos de base de Ronald Reagan". Massie fue desafiado por el demócrata Bill Adkins en las elecciones generales, y se esperaba que ganara las elecciones por un amplio margen. Massie renunció como juez ejecutivo del condado de Lewis, a partir del 1 de julio de 2012, para concentrarse en su campaña para el Congreso de los Estados Unidos y permitir que se celebren elecciones inmediatamente para reemplazarlo. Fue sucedido por el juez ejecutivo adjunto del condado de Lewis, John Patrick Collins, quien fue designado temporalmente por el gobernador Steve Beshear. El 31 de julio de 2012, el congresista Geoff Davis renunció a su cargo, citando un problema familiar de salud por su abrupta partida. El 1 de agosto de 2012, el comité del Partido Republicano para el 4.º distrito congresional de Kentucky votó por unanimidad para respaldar a Massie como el candidato del partido una vez que se convoque una elección especial. El gobernador Steve Beshear convocó una elección especial el mismo día que las elecciones generales, el 6 de noviembre de 2012. Esto significaba que Massie se postularía en dos elecciones separadas el mismo día: una por el derecho a servir los dos últimos meses del cuarto mandato de Davis, otra por un mandato completo de dos años.
El 6 de noviembre de 2012, Massie ganó las elecciones generales y especiales. Derrotó a su oponente por un amplio margen en ambas elecciones.

### Mandato

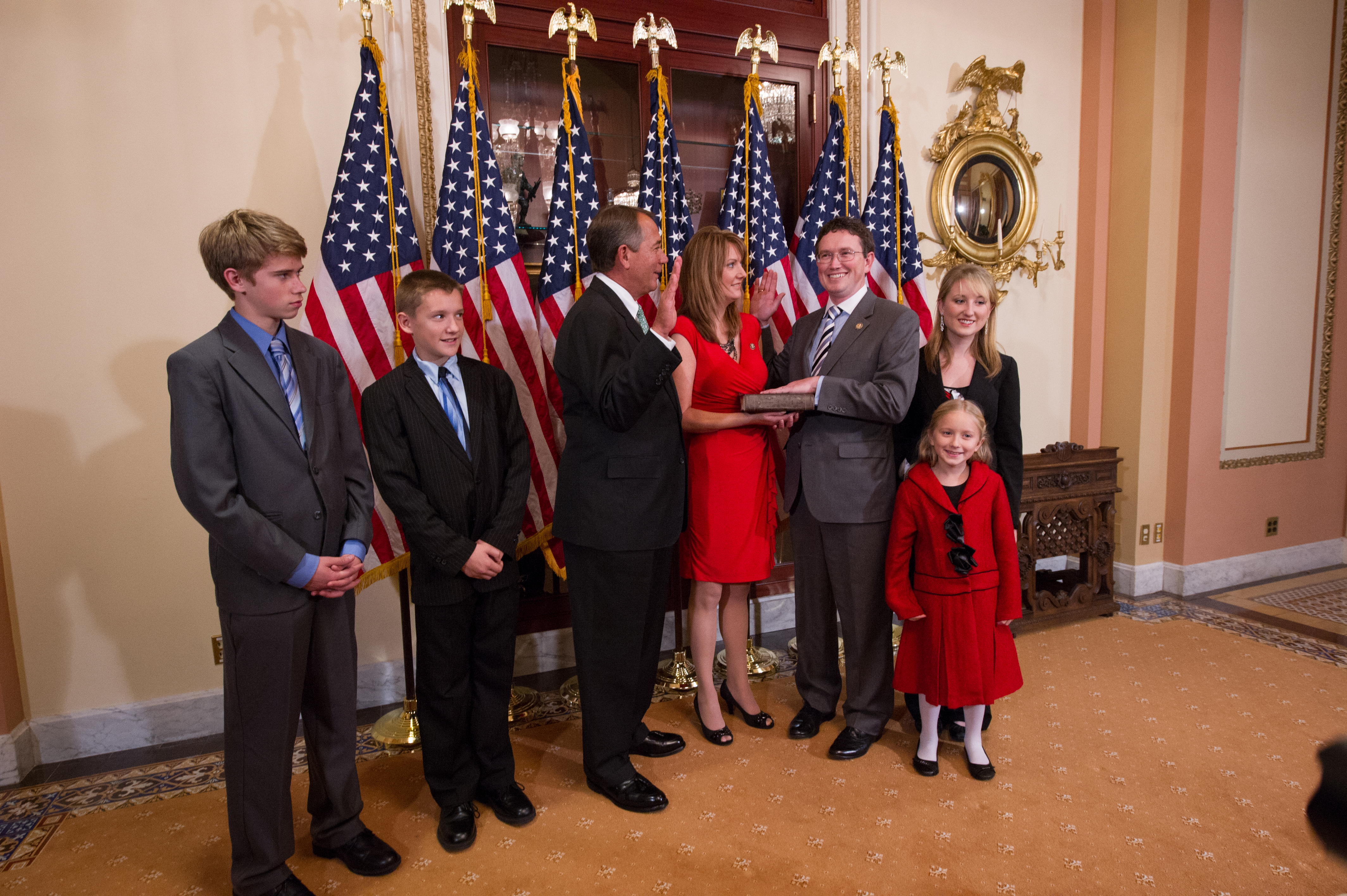
Massie fue juramentado por el presidente de la Cámara John Boehner el 13 de noviembre de 2012.

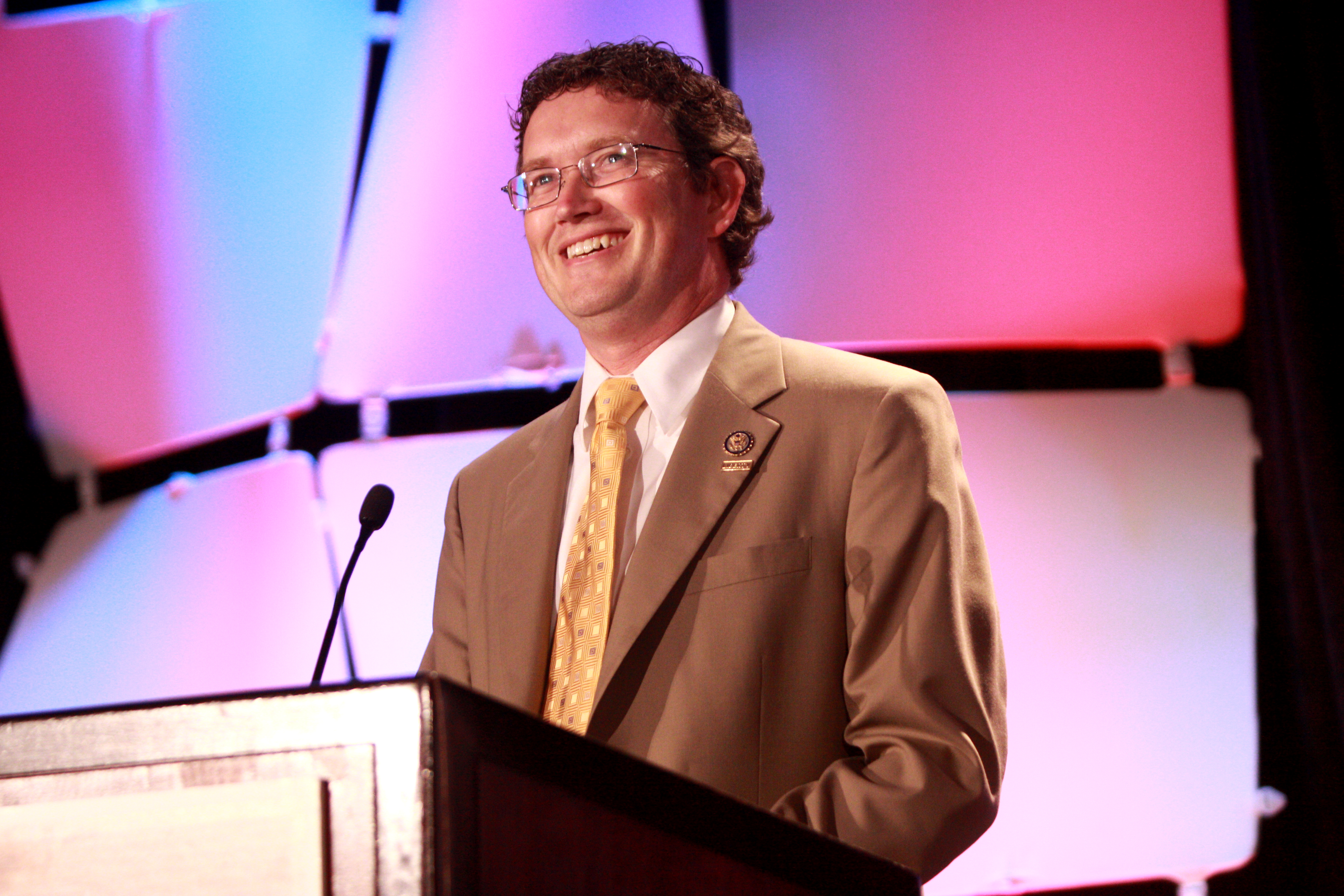
Massie hablando en la Liberty Political Action Conference (LPAC) de 2013.

Massie asumió el cargo para servir el resto del mandato de Geoff Davis el 13 de noviembre de 2012. Massie formó parte de tres comités, incluidos los comités de Transporte e Infraestructura, Supervisión y Reforma del Gobierno y Ciencia, Espacio y Tecnología. Se convirtió en presidente del Subcomité de Tecnología e Innovación, en sustitución del presidente saliente Ben Quayle.
Massie rompió con la mayoría de su partido al oponerse a la reelección del presidente de la Cámara de Representantes John Boehner, y en cambio emitió su voto por el congresista republicano Justin Amash de Míchigan. En mayo de 2013, votó en contra de la Ley de Valor Robado de 2013, que pasó 390-3. En diciembre de 2013, fue el único congresista que votó en contra de la Ley de Armas de Fuego Indetectables.
En marzo de 2014, Massie votó en contra de un proyecto de ley para nombrar a Israel socio estratégico estadounidense. Massie votó no porque este proyecto de ley habría subsidiado a las empresas de energía verde en Israel. Dijo que no apoyaría los subsidios para las empresas estadounidenses de energía verde, y mucho menos para las extranjeras. Sin embargo, el proyecto de ley fue aprobado por un margen de 410-1.
En mayo de 2014, Massie se opuso a una votación por voz para otorgar a la estrella del golf Jack Nicklaus una medalla de oro en reconocimiento a su "servicio a la nación", y exigió una votación nominal. La votación pasó fácilmente, 371-10. Hasta mediados de junio de 2014, Massie había votado "no" al menos 324 veces en el 113.er Congreso, oponiéndose a una de cada tres medidas que llegaron a la Cámara. Politico lo nombró "Sr. No".
En 2015, Massie fue el único miembro de la Cámara que votó "presente" en el Plan de Acción Integral Conjunto del acuerdo nuclear de Irán, citando preocupaciones constitucionales de que los tratados no fueron ratificados por la Cámara de Representantes y que no tenía autoridad para votar a favor o en contra del acuerdo nuclear. En noviembre de 2016, Massie votó en contra de una extensión de las sanciones de Estados Unidos contra Irán, el único miembro de la Cámara que lo hizo.
En 2017 Massie presentó un proyecto de ley de una página que aboliría el Departamento de Educación de los Estados Unidos y copatrocinó un proyecto de ley que aboliría la Agencia de Protección Ambiental.
En abril de 2017, Massie expresó su escepticismo sobre el papel del presidente sirio Bashar al-Assad en el ataque químico de Jan Sheijun de 2017.
El 4 de mayo de 2017, Massie fue el único miembro de la Cámara que votó en contra de las sanciones a Corea del Norte, cuya votación final fue 419-1.
En julio de 2017, Thomas Massie se unió a los representantes Justin Amash, John Duncan Jr. (R-TN) y los senadores Rand Paul (R-KY) y Bernie Sanders (I-VT) para oponerse a un proyecto de ley que impondría nuevas sanciones económicas contra Rusia, Irán y Corea del Norte. El presidente Trump se opuso al proyecto de ley, argumentando que las relaciones con Rusia ya estaban "en un mínimo histórico y de peligro". Sin embargo, firmó el proyecto de ley.
El 29 de diciembre de 2017, Massie votó a favor de la Ley de Empleos y Reducción de Impuestos. Antes de la votación, Massie declaró que apoyaría el proyecto de ley para recortar impuestos, pero que se opondría a "nuevos gastos gubernamentales", a pesar de los $1.5 billones que se estima que se agregarán a la deuda pública según la Oficina de Presupuesto del Congreso a raíz del proyecto de ley en proceso de aprobación.
En enero de 2019, Massie ocupa el puesto número 1 en la lista de los 25 principales conservadores de Conservative Review.
El 26 de marzo de 2019, Massie fue uno de los catorce republicanos que votaron con todos los demócratas de la Cámara para anular el veto del presidente Trump a una medida que deshacía la declaración de este último de una emergencia nacional en la frontera sur.
En 2019, Massie firmó una carta dirigida por el representante Ro Khanna y el senador Rand Paul al presidente Trump en la que afirmaba que "ya es hora de controlar el uso de la fuerza que va más allá de la autorización del Congreso" y que esperaban que esto "sirviera como un modelo para poner fin a las hostilidades en el futuro, en particular, mientras usted y su administración buscan una solución política a nuestra participación en Afganistán". Massie también fue uno de los nueve legisladores que firmaron una carta al presidente Trump solicitando una reunión con él e instándolo a firmar la "Resolución Conjunta 7 del Senado, que invoca la Ley de Poderes de Guerra de 1973 para poner fin a la participación militar estadounidense no autorizada en el conflicto armado de la coalición liderada por Arabia Saudita contra las fuerzas hutíes de Yemen, iniciado en 2015 por la administración Obama". Afirmaron que "la imposición por parte de la coalición liderada por Arabia Saudita de un bloqueo aéreo, terrestre y marítimo como parte de su guerra contra los hutíes de Yemen ha seguido impidiendo la distribución sin obstáculos de estos productos vitales, contribuyendo al sufrimiento y la muerte de un gran número de civiles en todo el país" y que la aprobación de la resolución por parte de Trump a través de su firma daría una "señal poderosa a la coalición liderada por Arabia Saudita para que ponga fin a la guerra de cuatro años".

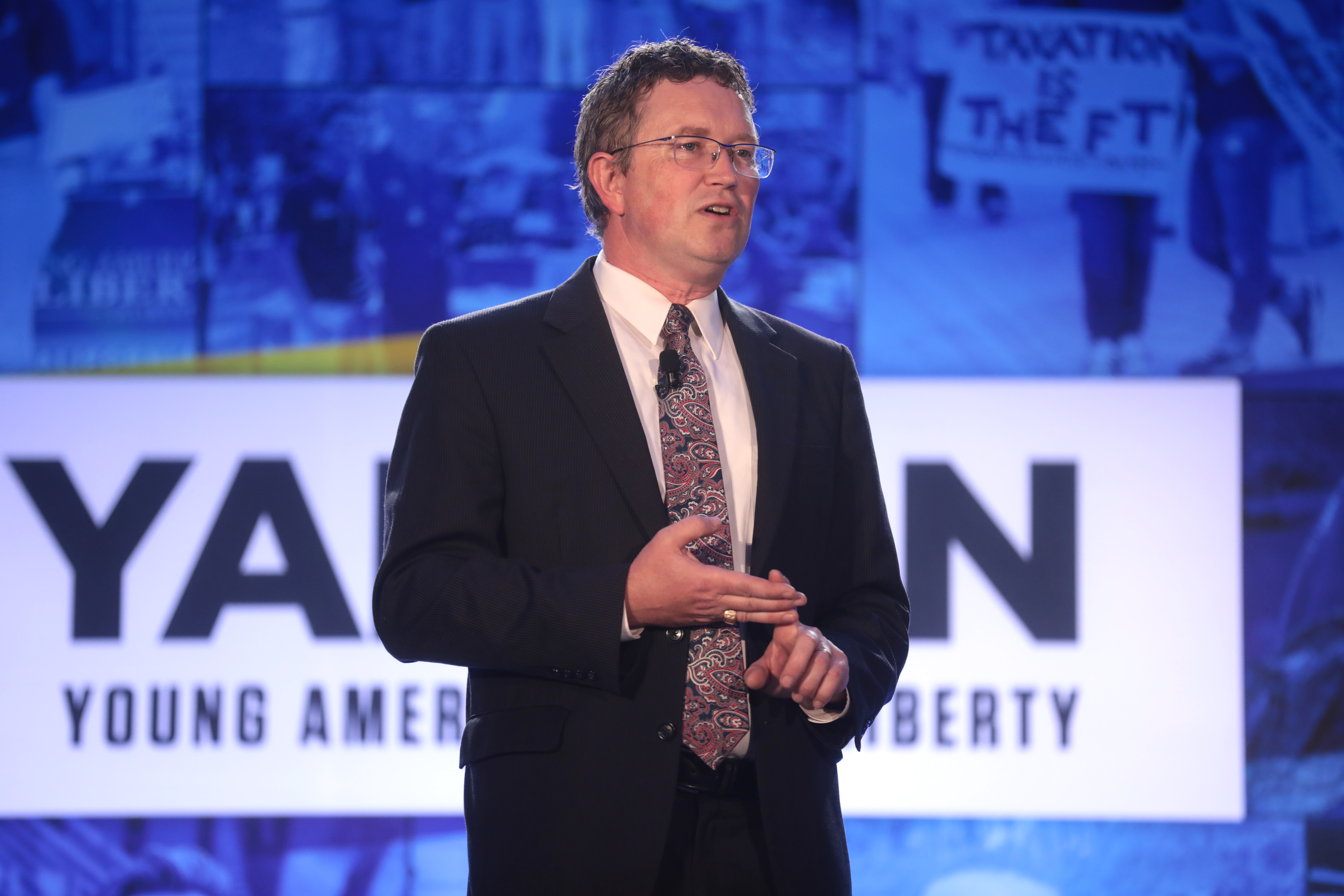
Massie hablando en la convención de Young Americans for Liberty en abril de 2019.

El 10 de abril de 2019, Massie tuvo un tenso intercambio de palabras con el exsecretario de Estado John Kerry durante el testimonio de Kerry ante el Comité de Reforma y Supervisión de la Cámara de Representantes cuando Massie calificó el título de ciencia política de Kerry de la Universidad de Yale como un "título de pseudociencia" y calificó la posición de Kerry sobre el cambio climático de "pseudociencia". Kerry respondió: "¿Hablas en serio? Quiero decir, ¿esto es realmente un hecho serio aquí?".
En julio de 2019, Massie fue el único republicano entre los 17 miembros del Congreso que votaron en contra de una resolución de la Cámara que se oponía a los esfuerzos para boicotear al Estado de Israel y al Boicot, Desinversiones y Sanciones Globales.
El 20 de noviembre de 2019, Massie fue el único voto "no" en el Congreso sobre la Ley de Derechos Humanos y Democracia de Hong Kong de 2019, que, según él, era una "escalada" con la República Popular China.

#### Respuesta al COVID-19
El 27 de marzo de 2020, en medio de la crisis del COVID-19, Massie forzó el regreso a Washington de los miembros de la Cámara que se refugiaban en sus distritos al amenazar con una llamada de quorum que habría requerido una votación en persona sobre el paquete de $2.2 billones de dólares que había sido aprobado por el Senado por 96-0. En el piso de la Cámara, Massie dijo que estaba tratando de "asegurarse de que nuestra república no muera por consentimiento unánime en una cámara vacía". Sus acciones causaron una preocupación generalizada por poner en peligro a los miembros del Congreso al obligarlos a reunirse en medio de una pandemia.
Tras el infructuoso impulso de Massie, el presidente Trump dijo que Massie debería ser destituido del Partido Republicano, calificándolo de "ostentoso de tercera clase"; John Kerry bromeó diciendo que "dio positivo por ser un idiota"; el representante Sean Patrick Maloney tuiteó que "@RepThomasMassie es de hecho un idiota"; el representante Dean Phillips calificó sus acciones como un "truco basado en principios pero terriblemente equivocado". Sin embargo, algunos republicanos defendieron a Massie: el representante Paul Gosar lo llamó "un buen hombre y un conservador sólido", mientras que el representante Chip Roy dijo que Massie estaba "defendiendo la Constitución hoy al exigir un quorum".
En una entrevista con Politico, Massie dijo que "el hecho de que trajeran a todos estos congresistas aquí para conseguir quorum te demuestra que yo tenía razón. La Constitución requiere quorum para aprobar un proyecto de ley, y estaban planeando subvertir la Constitución".
El 23 de abril de 2020, Massie fue uno de los cinco miembros de la Cámara de Representantes que votaron en contra del Programa de Protección de Cheques de Pago y la Ley de Mejora de Atención Médica, que agregó $320 mil millones de fondos para el Programa de Protección de Cheques de Pago. El presidente Trump firmó el proyecto de ley al día siguiente.
En julio de 2020, Massie argumentó contra los mandatos de mascarillas faciales y las vacunas obligatorias para detener la propagación del coronavirus.
Asignaciones del comité
- Comité de Supervisión y Reforma Gubernamental
  - Subcomité de Operaciones Gubernamentales
  - Subcomité de Política Energética, Asistencia Sanitaria y Derechos
- Comité de Ciencia, Espacio y Tecnología
  - Subcomité de Energía
  - Subcomité de Tecnología
- Comité de Transporte e Infraestructura
  - Subcomité de aviación
  - Subcomité de Ferrocarriles, Tuberías y Materiales Peligrosos
  - Subcomité de Recursos Hídricos y Medio Ambiente

Membresías del Caucus
- Caucus de la Segunda Enmienda
- Liberty Caucus

## Posturas políticas

### Ambiente
Massie ha dicho que la evidencia detrás del consenso científico sobre el cambio climático no es convincente. Sobre el tema del cambio climático, Massie dijo que "hay un conflicto de intereses para algunas de las personas que realizan la investigación. Creo que algunas personas están tratando de integrarse al revés, comenzando con la respuesta y trabajando al revés. Creo que el jurado todavía está sobre la contribución de nuestras actividades al cambio del clima terrestre". En 2013, dio a entender que el clima frío socavaba el argumento a favor del cambio climático, tuiteando "La audiencia del Comité Científico de hoy sobre el calentamiento global cancelada debido a la nieve". Durante una audiencia del Comité de Supervisión de la Cámara de Representantes de 2019 sobre el impacto del cambio climático, Massie sugirió que las preocupaciones sobre el aumento de los niveles de dióxido de carbono eran exageradas y le preguntó a un testigo, el exsenador John Kerry, por qué los niveles de dióxido de carbono de hace millones de años eran más altos a pesar de la ausencia de los humanos. CNN y The Washington Post describieron la discusión de Massie con el testigo como "surrealista" y "extraña".
Massie apoya el desmantelamiento de la Agencia de Protección Ambiental. Votó para impedir que el Departamento de Defensa gaste en adaptación climática. Votó a favor de derogar la Regla de Protección de Arroyos, que imponía requisitos más estrictos sobre la minería del carbón para evitar que los desechos de carbón ingresen a los cursos de agua.
En 2018, después de que el presidente francés, Emmanuel Macron, pronunciara un discurso ante el Congreso en el que mencionara su deseo de que Estados Unidos se reincorporara a los Acuerdos Climáticos de París para frenar el cambio climático, Massie dijo que Macron era "un alarmista científico socialista militarista globalista. El oscuro futuro del Partido Demócrata Estadounidense".

### Política exterior
Massie ha apoyado varios esfuerzos para reducir el uso del ejército estadounidense en el extranjero. Apoyó la legislación de 2019 para derogar la Autorización para el Uso de la Fuerza Militar de 2001, argumentando que es demasiado amplia y que el Congreso debe reclamar su derecho constitucional a declarar la guerra. También apoyó los esfuerzos para retirar las fuerzas estadounidenses de Irak y Afganistán, e introdujo un proyecto de ley en 2019 para aclarar que no existe autoridad para acciones militares contra Irán. Massie introdujo una legislación para detener las operaciones militares no autorizadas en Egipto y Siria, así como una legislación que bloquea el envío de ayuda militar no autorizada a los rebeldes sirios.
Massie votó "presente" en el acuerdo nuclear de Irán de 2015, el único miembro de la Cámara que lo hizo y el único republicano que no votó en contra. Massie fue el único miembro de la Cámara que votó en contra de extender las sanciones a Irán en 2016. También fue uno de los tres únicos miembros de la Cámara que votaron en contra de un proyecto de ley de 2017 para imponer nuevas sanciones a Irán, Rusia y Corea del Norte.
En 2019, Massie fue el único miembro republicano de la Cámara que votó en contra de condenar el movimiento de Boicot, Desinversiones y Sanciones (BDS). Entre otras razones que citó para votar en contra de la resolución, Massie manifestó que no apoya "los esfuerzos federales para condenar cualquier tipo de boicot privado, independientemente de si un boicot se basa o no en malos motivos" y que "estos son asuntos que el Congreso debe dejar que decidan los Estados y el pueblo".

### Vigilancia gubernamental
Massie es un crítico de la Ley Patriótica y la vigilancia sin orden judicial de los estadounidenses. En 2014, patrocinó una enmienda para detener las búsquedas "de puerta trasera" sin orden judicial de los datos en línea de ciudadanos estadounidenses; fue aprobada por la Cámara por 293-123. La enmienda también contenía una disposición que prohibía a la NSA o la CIA solicitar a las empresas que instalen puertas traseras de vigilancia en sus productos.
En 2015 Massie presentó la Ley de derogación del estado de vigilancia, un proyecto de ley que buscaba derogar la Ley Patriótica y la Ley de Enmiendas de la FISA. Massie también se unió al representante Justin Amash en un esfuerzo por asegurar la expiración de ciertas disposiciones de la Ley Patriótica.
Massie ha pedido que se perdone al denunciante de la NSA Edward Snowden y que se procese al Director de Inteligencia Nacional James Clapper por mentir sobre el programa de metadatos telefónicos que Snowden expuso.

### Regulación alimenticia

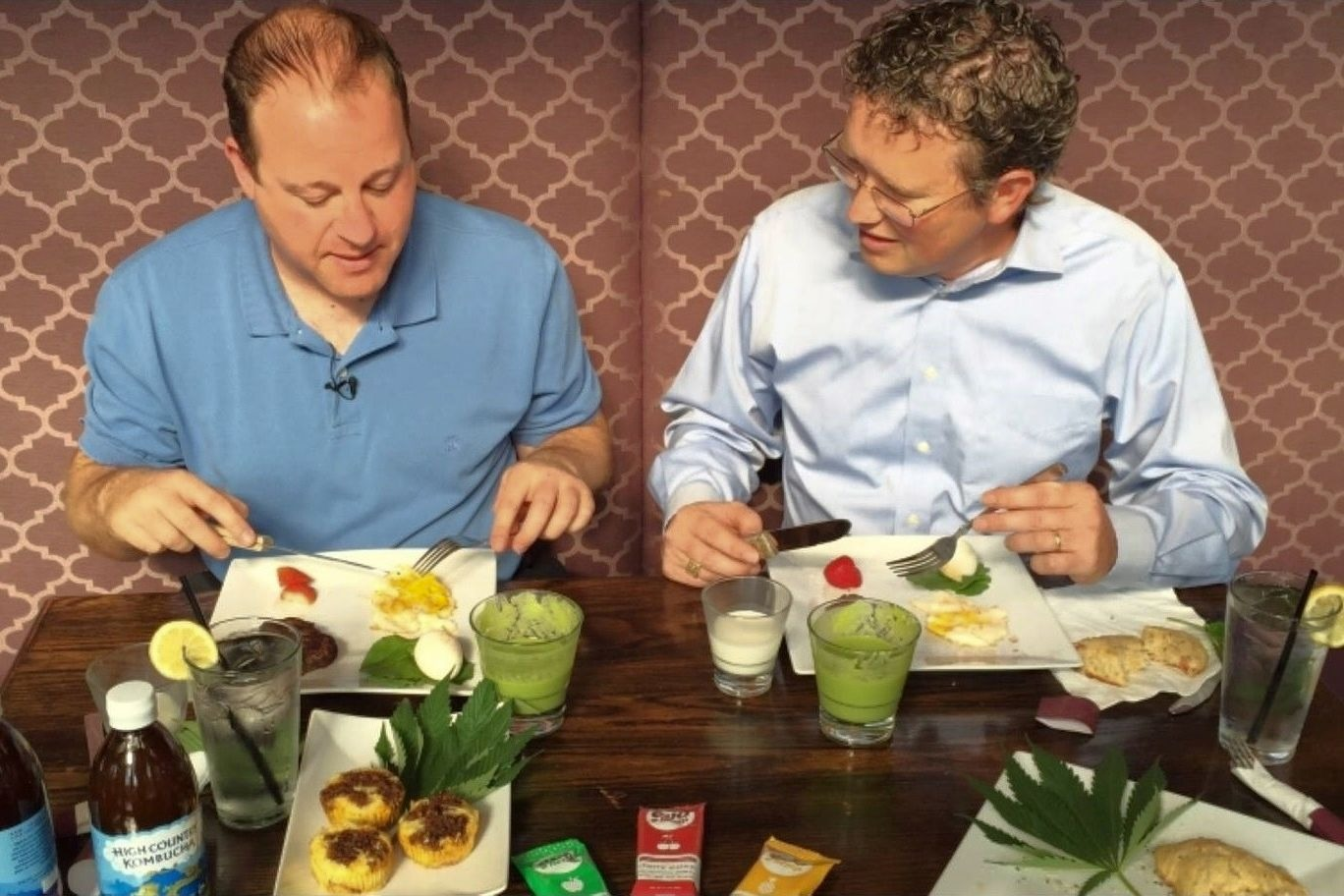
Massie y el representante Jared Polis promueven la legislación de "libertad alimenticia" al compartir una comida que incluye bollos de cáñamo, leche cruda, kombucha y carne de res criada por Massie (agosto de 2015).

En 2014 Massie presentó la Ley de Libertad de Leche y la Ley de Libertad de Leche Interestatal, un par de proyectos de ley que permitirían el transporte de leche cruda a través de las fronteras estatales. Massie explicó: "Es legal beber leche cruda en 50 estados. Es legal vender leche cruda en 28 estados. Los federales deben dejar de arrestar a los agricultores por llevar leche cruda de un estado de leche cruda a otro estado de leche cruda".
En 2015 Massie introdujo la Ley de Reactivación del Procesamiento y Exención de Carne Intraestatal (PRIME) para facilitar las regulaciones federales sobre la venta de carne dentro de las fronteras estatales. Massie dice que según las regulaciones federales actuales, "los agricultores y ganaderos se ven cada vez más obligados a enviar sus animales a mataderos lejanos para su procesamiento", lo que "presenta cargas financieras, amenaza la calidad de la carne vendida y, en última instancia, dificulta que los consumidores compren carne local fresca".

### Reforma de la justicia penal
En 2013, Massie introdujo la Ley de Válvulas de Seguridad para la Justicia para proporcionar a los jueces una mayor flexibilidad en las sentencias. Afirmó: "El enfoque único para todos los mínimos exigidos por el gobierno federal no da a los jueces locales la libertad que necesitan para garantizar que las penas se ajusten a los delitos. Como resultado, los infractores no violentos a veces reciben sentencias excesivas. Además, la seguridad pública puede verse comprometida porque los delincuentes violentos son liberados de las cárceles superpobladas de nuestra nación para dejar lugar a los delincuentes no violentos".
Massie ha criticado las leyes de decomiso de activos civiles, calificándolas de "robo legal" y "completamente inconstitucionales". En 2019 ayudó a introducir la Ley de Restauración de la Integridad de la Quinta Enmienda para reformar las políticas federales de decomiso de activos.

### Derechos humanos
En noviembre de 2019, Massie fue el único miembro del Congreso de los Estados Unidos que votó en contra de la Ley de Derechos Humanos y Democracia de Hong Kong y en diciembre de 2019 fue el único miembro de la Cámara de Representantes que votó en contra de una condena del tratamiento de uigures en China. Massie aclaró en Twitter que su razonamiento fue que no es función de Estados Unidos intervenir en los asuntos internos de otras naciones.
Massie se opone a la pena de muerte y votó en contra de un proyecto de ley para ampliar la lista de delitos capitales federales para incluir el asesinato de los socorristas.
El 26 de febrero de 2020, Thomas Massie votó en contra de convertir el linchamiento en un crimen de odio federal.

### Transparencia gubernamental
En 2014, Massie se unió a los representantes Walter Jones y Stephen Lynch en una conferencia de prensa para pedir la publicación de las 28 páginas redactadas de la Investigación Conjunta sobre las Actividades de la Comunidad de Inteligencia antes y después de los Ataques Terroristas del 11 de septiembre de 2001. En 2016 Massie se unió a ambos representantes para escribir al presidente Obama instándolo a desclasificar las páginas.
En 2015, Massie introdujo la Ley de Transparencia de la Reserva Federal para "exigir al Contralor General que realice un examen completo de la Junta de Gobernadores del Sistema de la Reserva Federal y los bancos de la Reserva Federal". Massie dijo: "Es hora de obligar a la Reserva Federal a operar con los mismos estándares de transparencia y responsabilidad ante los contribuyentes que deberíamos exigir a todas las agencias gubernamentales".

### Atención médica
Massie apoya la derogación de la Ley de Protección al Paciente y Cuidado de Salud Asequible ("Obamacare"). En 2017, criticó los esfuerzos liderados por los republicanos para derogar partes de la Ley de Protección al Paciente y Cuidado de Salud Asequible, diciendo que los esfuerzos estaban "muy lejos de nuestra promesa de derogar Obamacare".
Massie no apoya la vacunación obligatoria. Afirmó en Twitter: "No hay autoridad en la Constitución que autorice al gobierno a clavarte una aguja ... ¡¿Te imaginas a los firmantes de la Declaración de Independencia sometiéndose a alguna de estas cosas?!".

### Cannabis
Massie ha apoyado los esfuerzos para legalizar el cultivo de cáñamo industrial, introduciendo la Ley de cultivo de cáñamo industrial en 2013, así como las enmiendas relacionadas con el cáñamo en 2013, 2014, y 2015 que fueron aprobados por la Cámara. En 2013 testificó ante el Senado de Kentucky sobre el asunto.
Massie ha declarado que los pacientes con cannabis medicinal deberían poder comprar armas de fuego legalmente y que introduciría una legislación que les permitiera hacerlo. Massie ha respaldado la legislación de Kentucky para legalizar el uso médico del cannabis.

### Otros
En octubre de 2019, Massie criticó la sentencia de cárcel de María Bútina, una ciudadana rusa que se declaró culpable de conspirar para actuar como agente extranjera en Estados Unidos. Ella había tratado de infiltrarse en la Asociación Nacional del Rifle para influir en una política exterior estadounidense más favorable hacia Rusia. Massie describió su sentencia de cárcel como "rusofobia". En agosto de 2019, Massie dijo que el exdirector del FBI James Comey debería ser encarcelado en lugar de Bútina.
Massie se describe a sí mismo como un conservador constitucional. Cree en la propiedad intelectual y cree que es necesaria para incentivar la innovación. Massie ha señalado que esta es una de las áreas en las que no es libertario.

## Historia electoral
| 4.º distrito congresional de Kentucky (2012) | 4.º distrito congresional de Kentucky (2012) | 4.º distrito congresional de Kentucky (2012) | 4.º distrito congresional de Kentucky (2012) | 4.º distrito congresional de Kentucky (2012) |
| Partido                                      | Partido                                      | Cantidato                                    | Votos                                        | %                                            |
| -------------------------------------------- | -------------------------------------------- | -------------------------------------------- | -------------------------------------------- | -------------------------------------------- |
|                                              | Republicano                                  | Thomas Massie                                | 186,036                                      | 62.13                                        |
|                                              | Demócrata                                    | William Adkins                               | 104,734                                      | 34.98                                        |
|                                              | Independiente                                | David Lewis                                  | 8,674                                        | 2.90                                         |
| Total de votos                               | Total de votos                               | Total de votos                               | 299,444                                      | 100.00                                       |
|                                              | Victoria republicana                         |                                              |                                              |                                              |

| 4.º distrito congresional de Kentucky (2014) | 4.º distrito congresional de Kentucky (2014) | 4.º distrito congresional de Kentucky (2014) | 4.º distrito congresional de Kentucky (2014) | 4.º distrito congresional de Kentucky (2014) |
| Partido                                      | Partido                                      | Cantidato                                    | Votos                                        | %                                            |
| -------------------------------------------- | -------------------------------------------- | -------------------------------------------- | -------------------------------------------- | -------------------------------------------- |
|                                              | Republicano                                  | Thomas Massie                                | 150,464                                      | 67.73                                        |
|                                              | Demócrata                                    | Peter Newberry                               | 71,694                                       | 32.27                                        |
| Total de votos                               | Total de votos                               | Total de votos                               | 222,158                                      | 100.00                                       |
|                                              | Victoria republicana                         |                                              |                                              |                                              |

| 4.º distrito congresional de Kentucky (2016) | 4.º distrito congresional de Kentucky (2016) | 4.º distrito congresional de Kentucky (2016) | 4.º distrito congresional de Kentucky (2016) | 4.º distrito congresional de Kentucky (2016) |
| Partido                                      | Partido                                      | Cantidato                                    | Votos                                        | %                                            |
| -------------------------------------------- | -------------------------------------------- | -------------------------------------------- | -------------------------------------------- | -------------------------------------------- |
|                                              | Republicano                                  | Thomas Massie                                | 233,922                                      | 71.32                                        |
|                                              | Demócrata                                    | Calvin Sidle                                 | 94,065                                       | 28.68                                        |
| Total de votos                               | Total de votos                               | Total de votos                               | 327,987                                      | 100.00                                       |
|                                              | Victoria republicana                         |                                              |                                              |                                              |

| 4.º distrito congresional de Kentucky (2018) | 4.º distrito congresional de Kentucky (2018) | 4.º distrito congresional de Kentucky (2018) | 4.º distrito congresional de Kentucky (2018) | 4.º distrito congresional de Kentucky (2018) |
| Partido                                      | Partido                                      | Cantidato                                    | Votos                                        | %                                            |
| -------------------------------------------- | -------------------------------------------- | -------------------------------------------- | -------------------------------------------- | -------------------------------------------- |
|                                              | Republicano                                  | Thomas Massie                                | 162,946                                      | 62.24                                        |
|                                              | Demócrata                                    | Seth Hall                                    | 90,536                                       | 34.58                                        |
|                                              | Independiente                                | Mike Moffett                                 | 8,318                                        | 3.18                                         |
|                                              | Write-in                                     | David Goodwin                                | 12                                           | 0.005                                        |
| Total de votos                               | Total de votos                               | Total de votos                               | 261,812                                      | 100.00                                       |
|                                              | Victoria republicana                         |                                              |                                              |                                              |

## Vida personal
Massie opera una granja de ganado en Garrison, Kentucky, con su esposa Rhonda y sus cuatro hijos. Viven en una casa de energía solar que Massie construyó él mismo. Es metodista.